# 加藤達也 (記者)
加藤達也（1966年—），日本記者、產經新聞社會部編輯委員。

## 經歷・人物
東京都出身。駒澤大學畢業後，1991年進入產業經濟新聞社（產經新聞東京本社工作。任職於浦和總局、富士晚刊報道部後1999年進入社会部，負責報道警視廳（公安・警備部門）、朝鮮綁架日本人問題等議題。2004年起前往大韓民國延世大學進修韓語，其後任職社會部、外信部後2010年起擔任首爾特派員，2011年到2014年9月擔任分社長。現在擔任產經新聞社会部編輯委員。
加藤擔任首爾分社長期間，於2014年8月在產經新聞發表《客輪沉沒當日朴槿惠總統去向不明，究竟與誰見面？》（朴槿恵大統領が旅客船沈没当日、行方不明に…誰と会っていた？）一文，指稱韓國總統朴槿惠在世越號沉沒事故中對應不當，遭韓國檢方指控誹謗（產經新聞分社長名譽毀損嫌疑事件），後獲判無罪。2016年，憑著贏得第25回山本七平獎。

## 著書
- 產經新聞出版 2016年1月 ISBN 9784819112741

## 外部連結
- 【加藤達也の虎穴に入らずんば】（页面存档备份，存于）（産経新聞Webサイト、毎月第1日曜日に掲載予定）